# Propeanura
Genre
Propeanura est un genre de collemboles de la famille des Neanuridae.

## Distribution
Les espèces de ce genre se rencontrent en Asie.

## Liste des espèces
Selon Checklist of the Collembola of the World (version du 9 octobre 2019) :
- Propeanura garuda Yoshii, 1976
- Propeanura hygrophila (Cassagnau & Deharveng, 1981)
- Propeanura hypostoma (Denis, 1929)
- Propeanura kymgangensis Deharveng & Weiner, 1984
- Propeanura labukae Yoshii, 1981
- Propeanura lapidicola Cassagnau & Deharveng, 1981
- Propeanura leei Deharveng & Weiner, 1984
- Propeanura megalops Deharveng & Weiner, 1984
- Propeanura nomurai (Yosii, 1956)
- Propeanura parvituberculata (Yosii, 1965)
- Propeanura pterothrix (Börner, 1909)
- Propeanura sandakanensis Yoshii, 1981
- Propeanura soemarwotoi Yosii, 1976
- Propeanura zehntneri (Handschin, 1920)

## Publication originale
- Yosii, 1956 : Monographie zur Hohlencollembolen Japans. Contributions from the Biological Laboratory, Kyoto University, no 3, p. 1-109.